# Daniel DiMaggio
Daniel DiMaggio (Los Angeles, 30 luglio 2003) è un attore statunitense.
È noto soprattutto per aver interpretato Oliver Otto nella serie del 2016 American Housewife.

## Filmografia

### Cinema
- A Tiger's Tail, regia di Michael J. Sarna (2014)
- Tales of Halloween, regia di Katie Silverman  (2015)
- Daddy's Home 2, regia di Sean Anders (2017)

### Televisione
- Burn notice - Duro a morire (Burn notice) – serie TV, episodio 7x07 (2013)
- Where the Bears Are – webserie, episodio 3x23 (2014)
- I fantasmi di casa Hathaway (The Haunted Hathaways) – serie TV, episodio 2x11 (2014)
- Divide & Conquer – film TV (2014)
- Supergirl  – serie TV, episodio 1x13 (2016)
- American Housewife – serie TV (2016-2021)

### Doppiatore
- Clarence, serie TV, 4 episodi (2014-2016)
- A casa dei Loud (The Loud House), serie TV, 2 episodi (2016-2018)
- Vampirina, serie TV, 2 episodi (2017-2018)